# Liste des cathédrales et basiliques de Paris
La liste des cathédrales et basiliques de Paris recense tous les édifices religieux parisiens qui portent le nom de cathédrale : quinze à Paris, de basilique : six à Paris.

## Cathédrales
Paris compte quinze cathédrales dont cinq de l'Église catholique et huit de l'Église orthodoxe.

## Basiliques
La capitale compte six églises  de l'Église catholique nommées « basiliques » dont cinq élevées au rang de basiliques mineures.

### Basiliques mineures
Depuis 1966, Paris compte cinq églises élevées au rang de basiliques mineures :
- en 1805 :  Cathédrale Notre-Dame de Paris, décret du pape Pie VII le 27 février 1805. Trois papes se sont rendus dans cette basilique : Pie VII le 2 décembre 1804, Jean-Paul II le 30 mai 1980 puis le 22 août 1997, Benoît XVI le 12 septembre 2008[1],[2] ;
- en 1898 : Basilique Sainte-Clotilde de Paris, décret du pape Léon XIII le 29 avril 1898 qui avait ordonné un jubilé national en 1896[3],[1],[4].
- en 1919 : Basilique du Sacré-Cœur de Montmartre, décret du pape Benoît XV le 13 août 1919[5]. Jean-Paul II l'a visitée le 1er juin 1980.
- en 1927 : Basilique Notre-Dame-des-Victoires de Paris, décret du pape Pie XI le 23 février 1927[6]. Haut lieu spirituel, visité par de nombreux personnages saints et illustres ; c'est pour cette raison et surtout depuis la venue de sainte Thérèse-de-Lisieux, que le pape a voulu le signifier en lui donnant le titre de « basilique mineure » en 1927[7] ;
- en 1966 : Basilique Notre-Dame-du-Perpétuel-Secours de Paris, décret du pape Paul VI le 25 juin 1966, elle est affiliée à la Basilique Sainte-Marie-Majeure de Rome[8],[9]. Cette basilique accueille de nombreux pèlerins venus d’outre-mer et en particulier des Antilles[3].

### Autre basilique
- Basilique Sainte-Jeanne-d'Arc de Paris  Cette église porte le nom de « basilique » mais n'a jamais été élevée au rang de basilique mineure, comme les cinq autres basiliques mineures de Paris[10].